# 日佐库尔
日佐库尔（法語：Gizaucourt，法語發音：[ʒizokuʁ]）是法国马恩省的一个市镇，位于该省东北部，属于香槟沙隆区。

## 地理
日佐库尔（49°3'8"N, 4°47'2"E）面积7.79 平方千米，位于法国大東部大區马恩省，该省份为法国东北部内陆省份，北起阿登省，西北接埃纳省，西南接塞纳-马恩省，南至奥布省，东南接上马恩省，东临默兹省。
与日佐库尔接壤的市镇（或旧市镇、城区）包括：拉沙佩勒费尔库尔、瓦尔米、瓦勒蒙。

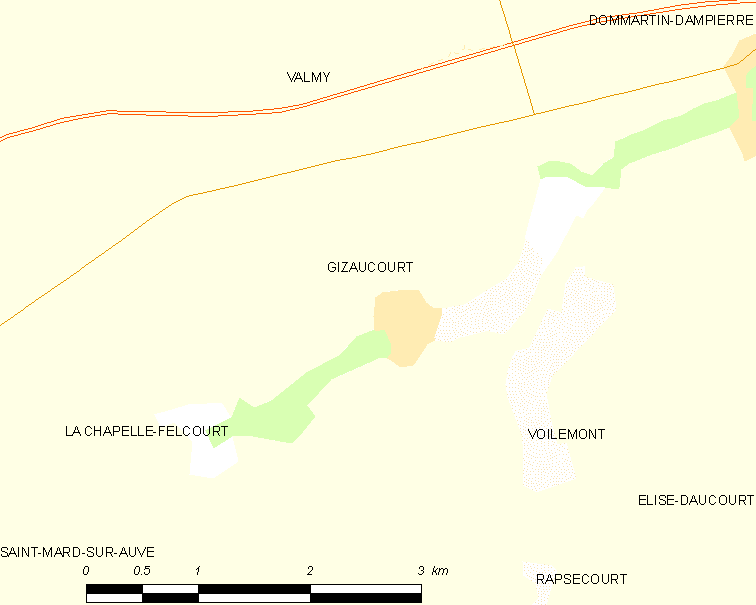
日佐库尔的OSM定位图

日佐库尔的时区为UTC+01:00、UTC+02:00（夏令时）。

## 行政
日佐库尔的邮政编码为51800，INSEE市镇编码为51274。

## 政治
日佐库尔所属的省级选区为阿戈讷-叙普-韦勒县。

## 人口

1962-2008年间日佐库尔人口变化图示

日佐库尔于2022年1月1日时的人口数量为116人。